# José Gaspar da Silva Azevedo
José Gaspar da Silva Azevedo (Santo Tirso, 1º giugno 1975) è un ex calciatore portoghese, difensore.

## Carriera

### Club
A parte una breve esperienza in Ligue 1 con l'Ajaccio, ha giocato durante la sua carriera solo con squadre portoghesi e ha militato nel Rio Ave.